# 索恩河畔阿尔比尼
索恩河畔阿尔比尼（法語：Albigny-sur-Saône，發音：[albiɲi syʁ son]）是法国里昂大都会的一个市镇，属于里昂区，面积2.57平方千米，2022年1月1日人口为3,013人。

## 地理
索恩河畔阿尔比尼（45°51'55"N, 4°49'55"E）面积2.57平方千米，位于法国奥弗涅-罗讷-阿尔卑斯大区里昂大都会，后者为法国的一个特殊地位集体，自2015年脱离罗讷省成立，位于法国中东部，中心城市为里昂。
与索恩河畔阿尔比尼接壤的市镇（或旧市镇、城区）包括：库宗欧蒙多尔、屈里斯欧蒙多尔、索恩河畔弗勒里约、索恩河畔讷维尔。
索恩河畔阿尔比尼的时区为UTC+01:00、UTC+02:00（夏令时）。

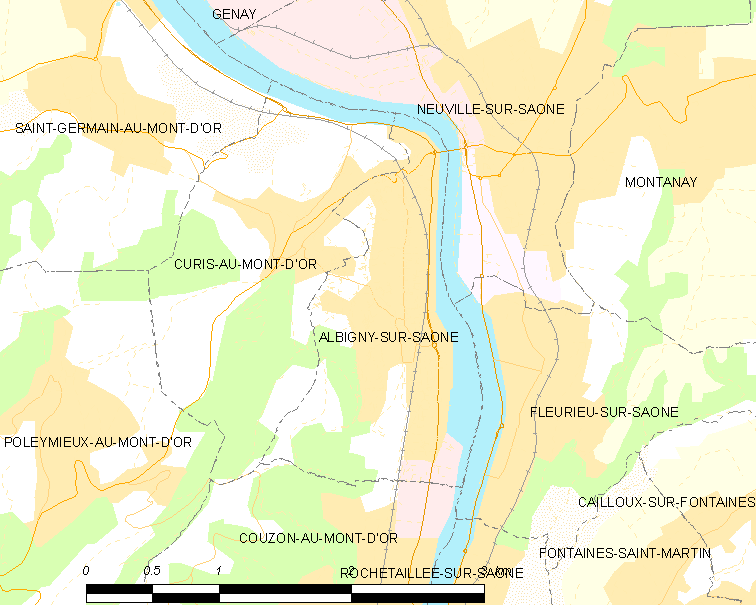
索恩河畔阿尔比尼的OSM定位图

## 行政
索恩河畔阿尔比尼的邮政编码为69250，INSEE市镇编码为69003。

## 政治
索恩河畔阿尔比尼的现任市长为伊夫·希皮耶（Yves Chipier）先生，任期为2020-2026年。

## 人口

1962-2008年间索恩河畔阿尔比尼人口变化图示

索恩河畔阿尔比尼于2022年1月1日时的人口数量为3013人。